# 少昊陵遗址
少昊陵遗址，位于山东省济宁市曲阜市书院街道旧县村，少昊陵西墙外50米，是一处新石器时代大汶口文化遗址，1973年发现。2006年12月7日公布为山东省文物保护单位。